# Myonycteris
Myonycteris és un gènere de ratpenats de la família dels pteropòdids.
Comprèn les següents espècies:
- Myonycteris brachycephala
- Myonycteris relicta
- Myonycteris torquata